# Lepanthes myiophora
Lepanthes myiophora är en orkidéart som beskrevs av Carlyle August Luer. Lepanthes myiophora ingår i släktet Lepanthes och familjen orkidéer. Inga underarter finns listade i Catalogue of Life.